# Borde Hill Garden
Borde Hill Garden es un jardín botánico que consta de 200 acres entre el jardín, el parque y zona de bosque con unas vistas espectaculares de la zona del Sussex High Weald. 
El código de identificación del Borde Hill Garden como miembro del "Botanic Gardens Conservation International" (BGCI), así como las siglas de su herbario es BOHIG.

## Localización
Borde Hill Garden, Haywards Heath, West Sussex RH16 1XP United Kingdom-Reino Unido
Se encuentra ubicado a 1,5 millas al norte de Haywards Heath, West Sussex en el sur de Inglaterra.
Planos y vistas satelitales.51°01′19″N 0°06′46″O / 51.02194, -0.11278

## Historia
La primera noticia que tenemos sobre la finca data de 1534. La casa de la colina de Borde fue construida originalmente en 1598 por Stephen Borde en estilo Tudor. 
Después de una serie de cambios de propietarios, Borde Hill fue adquirido en 1893, por el coronel Stephenson Robert Clarke, que fue el primer dueño en plantar los jardines y las arboledas. 
Después se han añadido diversas ampliaciones a la casa y al jardín, no obstante no fue hasta 1965 en que « Borde Hill Garden » se convirtió en un legado registrado como « "charity" » y abierto al público. 
El jardín ha ganado una serie de concesiones y distinciones públicas y está mencionado por el « English Heritage » (herencia inglesa) en el registro de parques y jardines con importancia del grado II*.

## Colecciones

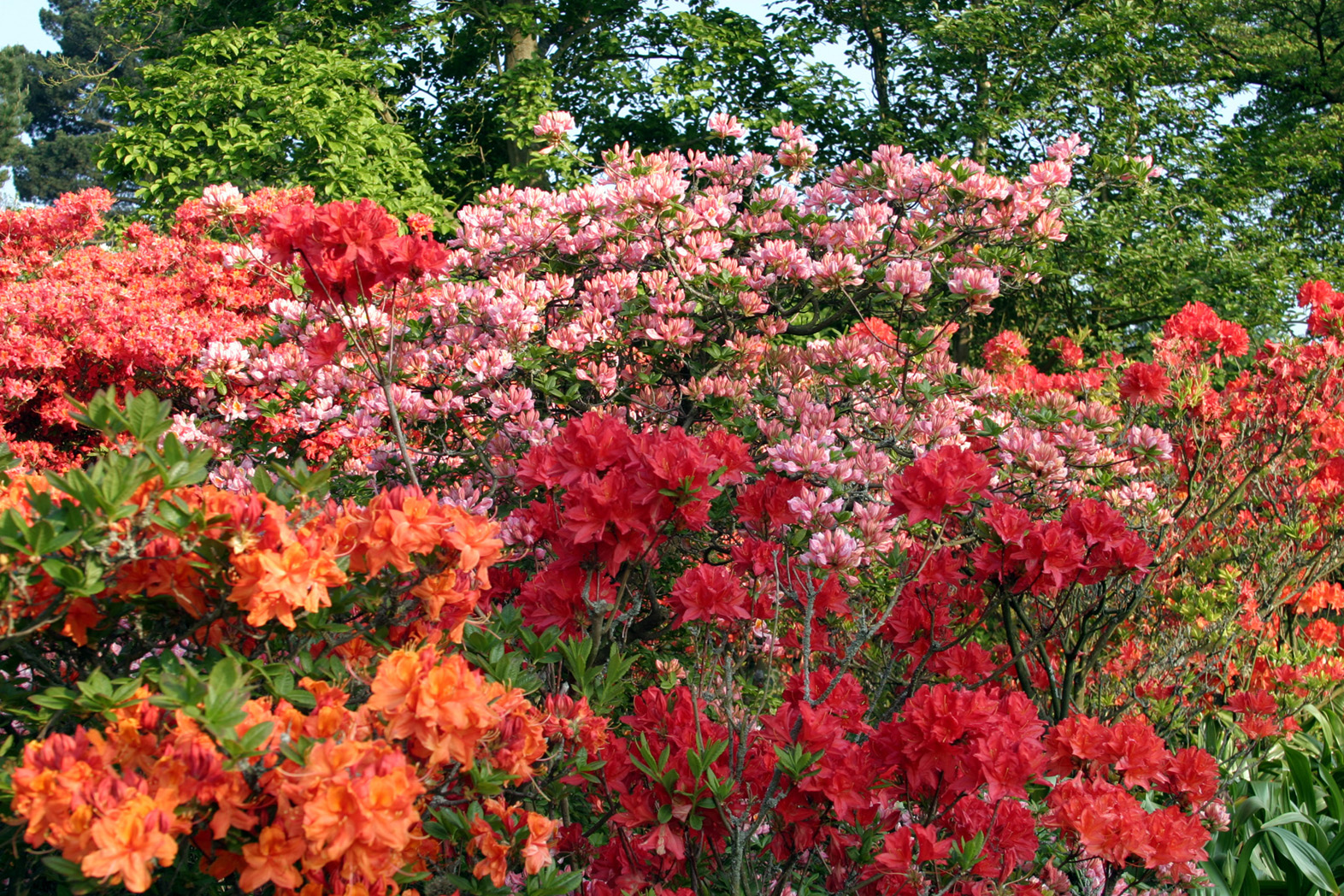
Azaleas en floración en Borde Hill House.

El "Borde Hill Garden" se planifica en diferentes ambientes ajardinados, cada uno con un carácter y estilo diversos. 
Aquí se albergan especies de arbustos raros: desde rhododendron, azaleas y magnolias hasta una colección de rosas, así como numerosos árboles, incluyendo una de las mejores colecciones "árboles campeones" en una propiedad privada en Gran Bretaña. 